# رونالد دبليو. إليس
رونالد دبليو. إليس (بالإنجليزية: Ronald W. Ellis)‏ هو مدرب خيول أمريكي، ولد في 10 مارس 1960 في غلينديل في الولايات المتحدة.